# Religious Fix
Religious Fix è il terzo album dei Tuff, uscito il 27 giugno 1995 per l'Etichetta discografica Mausoleum Records.
L'album è una versione aggiornata del precedente Fist First (1994) a cui vennero aggiunte tre tracce.

## Tracce
1. Tied to the Bells - 4:44 (Cantor, Caruso, Lean, Rachelle)
2. Daddy's Money - 4:35 (Cantor, Melendez)
3. Better off Dead - 4:33 (Desaint, Lean, Rachelle)
4. I Like What I See - 4:08 (Cantor, Caruso)
5. Sixteen Tons - 3:38 (Travis) (Merle Travis Cover)
6. Follow the Loser - 3:21 (Desaint, Fonte, Ford, Rachelle)
7. Rattle My Bones - 2:46 (Desaint, Lean, Rachelle, Raphael)
8. In Dogs We Trust - 2:25 (Desaint, Lean, Rachelle)
9. Electric Church - 3:18 (Desaint, Lean, Rachelle, Raphael)
10. God Bless This Mess - 4:03 (Desaint, Lean, Rachelle)
11. Simon Says - 9:48 (Desaint, Lean, Rachelle)

## Formazione
- Stevie Rachelle - voce
- Jorge DeSaint - chitarra, cori
- Jamie Fonte - basso
- Jimi Lord - batteria

### Altro Personale
- Michael Lean - batteria live
- Robbie Crane - basso
- Randy Cantor - basso, piano, tastiere, cori
- Michael Caruso - cori